# Ivanhorod (Avhustînivka), Zaporijjea
Ivanhorod (în ucraineană Івангород) este un sat în comuna Avhustînivka din raionul Zaporijjea, regiunea Zaporijjea, Ucraina.

## Demografie
Componența lingvistică a localității Ivanhorod
     Ucraineană (62,5%)
     Rusă (34,38%)
     Belarusă (3,13%)
Conform recensământului din 2001, majoritatea populației localității Ivanhorod era vorbitoare de ucraineană (62,5%), existând în minoritate și vorbitori de rusă (34,38%) și belarusă (3,13%).